# Send Me a Lullaby
Send Me a Lullaby — дебютный студийный альбом австралийской инди-рок-группы The Go-Betweens из Брисбена. Он был выпущен в ноябре 1981 года в Австралии на лейбле Missing Link Records и в феврале 1982 года в Великобритании на лейбле Rough Trade Records.

## История
Альбом был записан в студии Richmond Recorders в Мельбурне в июле 1981 года. Звукорежиссёром и продюсером выступил Тони Коэн (The Birthday Party) совместно с группой Go-Betweens. Роберт Форстер отмечал, что Коэн, несмотря на свой фирменный звук, не обладал продюсерским чутьём, и группе пришлось «выбирать песни и делать к ним аранжировки самостоятельно», в результате чего многие старые песни были исключены из альбома. Позже Коэн говорил: «Такая нестандартная группа, как The Go-Betweens, меня просто сбила с толку, и потребовалось время, чтобы догнать». Линди Моррисон рассказывала: "Тони был по-настоящему озадачен мной. Он не знал, как справиться с моей некомпетентностью, и порхал вокруг меня, словно я была ведьмой из «Макбета».
Грант Макленнан позже говорил: «Дебют Send Me A Lullaby для меня неудачный. Это альбом, который, думаю, если бы я услышал… ну, мне трудно это сказать, но если бы я услышал его, не будучи участником группы, думаю, я бы сказал: „Что, чёрт возьми, здесь происходит?“. Есть отличные мелодии, но есть и изменения, которые я до сих пор не могу разобрать. Есть тексты песен, которые я до сих пор не понимаю, и когда я наконец набираюсь смелости подойти к микрофону, я звучу как мальчик-певчий с набитым ртом фруктовым кексом». Форстер согласился, сказав: «Итак, классического первого альбома не было. Но группа должна постоянно думать, что пишет свою собственную историю. Таков был наш путь».
Моррисон сказала, что её игра на барабанах в альбоме была обусловлена экспериментами с её предыдущей группой Xero. «Проблема была в том, что я привыкла делать глупости, поэтому моя игра на барабанах во многом отличается от игры на барабанах The Go-Betweens. В альбоме Send Me A Lullaby много странных барабанных ритмов, которые обычный барабанщик не стал бы играть», — сказала она.
Обложку альбома нарисовала мельбурнская художница Дженни Уотсон. Портреты позже были приобретены Австралийской национальной портретной галереей. Форстер утверждала: «Она точно изобразила нас троих, поместив нас на альбом с точностью мастера-психолога». На внутреннем развороте были фотографии квартир Форстер и Макленнан.
В 2002 году лейбл Circus Records выпустил расширенный CD, который включал второй диск с двенадцатью бонус-треками песен, записанных группой Go-Betweens примерно в то же время, что и альбом, а также видеоклип на песню «Your Turn, My Turn».

## Отзывы
| Оценки критиков               | Оценки критиков |
| Источник                      | Оценка          |
| ----------------------------- | --------------- |
| AllMusic                      | [ 8 ]           |
| The Rolling Stone Album Guide | [ 9 ]           |

Альбом получил смешанные отзывы музыкальной критики и интернет-изданий.
В рецензии австралийского издания журнала Rolling Stone, опубликованной в момент выхода альбома, он описывался как отражающий «переход от фолковой наивности ранних песен к более глубокому, сложному набору эмоций, хотя сдержанность по-прежнему остаётся ключевой чертой». Рецензент отметил, что в альбоме «нет или, по крайней мере, очень мало наложений», и сказал: «Группа создала свежий, лаконичный звук, в котором чувствуется живое присутствие». Рецензия завершалась словами: «Всё сложилось просто отлично».
NME описал альбом как «запись невероятной глубины, загадку, которую ещё предстоит постичь». Отмечая наивность, неуклюжесть, интеллектуальность и хрупкость альбома, рецензент замечает: «Возможно, я забываю, но это, кажется, самая невычурная, наименее помпезная, самая естественная и трогательная музыка, которую я когда-либо слышал из их части света». Журнал Smash Hits назвал его «набором неотшлифованных, но привлекательных песен. Их лёгкая неловкость, вероятно, была бы встречена с презрением, если бы они были британцами».

## Список композиций
| №  | Название                                           | Автор(ы)                       | Длительность |
| -- | -------------------------------------------------- | ------------------------------ | ------------ |
| 1. | «One Thing Can Hold Us»                            | Грант Макленнан                | 3:17         |
| 2. | «People Know» (вокал Lindy Morrison)               | Роберт Форстер                 | 2:11         |
| 3. | «Midnight to Neon»                                 | Robert Forster, Grant McLennan | 2:31         |
| 4. | «Careless» (лид-гитара – Grant McLennan)           | Robert Forster                 | 2:34         |
| 5. | «All About Strength» (лид-гитара – Grant McLennan) | Grant McLennan                 | 2:12         |
| 6. | «Ride»                                             | Robert Forster                 | 3:30         |
| 7. | «Hold Your Horses»                                 | Grant McLennan                 | 2:14         |
| 8. | «It Could Be Anyone» (лид-гитара – Grant McLennan) | Grant McLennan                 | 4:30         |

| №   | Название                                           | Автор(ы)       | Длительность |
| --- | -------------------------------------------------- | -------------- | ------------ |
| 1.  | «Your Turn, My Turn»                               | Grant McLennan | 3:03         |
| 2.  | «One Thing Can Hold Us»                            | Grant McLennan | 3:17         |
| 3.  | «People Know» (вокал Lindy Morrison)               | Robert Forster | 2:11         |
| 4.  | «The Girls Have Moved»                             | Robert Forster | 2:36         |
| 5.  | «Midnight to Neon»                                 | Robert Forster | 2:31         |
| 6.  | «Eight Pictures»                                   | Robert Forster | 4:52         |
| 7.  | «Careless» (лид-гитара – Grant McLennan)           | Robert Forster | 2:34         |
| 8.  | «All About Strength» (лид-гитара – Grant McLennan) | Grant McLennan | 2:12         |
| 9.  | «Ride»                                             | Robert Forster | 3:30         |
| 10. | «Hold Your Horses»                                 | Grant McLennan | 2:14         |
| 11. | «Arrow in a Bow»                                   | Robert Forster | 2:00         |
| 12. | «It Could Be Anyone» (лид-гитара – Grant McLennan) | Grant McLennan | 4:30         |

| №   | Название                     | Автор(ы)                                                  | Длительность |
| --- | ---------------------------- | --------------------------------------------------------- | ------------ |
| 1.  | «Sunday Night»               | Robert Forster                                            | 2:50         |
| 2.  | «One Word»                   | Grant McLennan                                            | 2:02         |
| 3.  | «I Need Two Heads»           | Robert Forster                                            | 2:34         |
| 4.  | «The Clowns Are in Town»     | Robert Forster                                            | 2:14         |
| 5.  | «Serenade Sound»             | Grant McLennan                                            | 2:23         |
| 6.  | «Hope»                       | Robert Forster                                            | 2:04         |
| 7.  | «Stop Before You Say It»     | Robert Forster                                            | 1:42         |
| 8.  | «World Weary»                | Robert Forster                                            | 1:41         |
| 9.  | «Distant Hands»              | Robert Forster                                            | 2:01         |
| 10. | «Undo What You Did»          | Robert Forster                                            | 4:05         |
| 11. | «Cracked Wheat»              | Robert Forster                                            | 3:54         |
| 12. | «After the Fireworks»        | Robert Forster, Grant McLennan, Nick Cave, Lindy Morrison | 6:59         |
| 13. | «Your Turn, My Turn» (Video) |                                                           | 4:29         |